# Leiocephalus herminieri
Espèce
Synonymes
- Holotropis herminieri Duméril & Bibron, 1837

Statut de conservation UICN

 EX  : Éteint
Leiocephalus herminieri ou Holotropide de L'Herminier est une espèce éteinte de sauriens de la famille des Leiocephalidae.

## Répartition
Cette espèce était endémique de Martinique. Elle est considérée comme éteinte car aucun spécimen n'a été observé depuis 1830.

## Taxinomie
Cette espèce est nommée en l'honneur de Félix Louis L'Herminier (1779–1833). Elle est proche de Leiocephalus roquetus (décrite seulement en 2021), une espèce éteinte et endémique de la Guadeloupe avec laquelle elle a pu être associée ou confondue.

## Publication originale
- Duméril, Bibron & Duméril, 1854 : Erpétologie générale ou Histoire Naturelle complète des Reptiles. Roret, Paris, vol. 9, p. 1-440 (texte intégral).